# Refuge du Col du Palet
Das Refuge du Col du Palet  (auch Refuge du Palet genannt) ist eine Schutzhütte, die sich im Département Savoie in der Region Auvergne-Rhône-Alpes befindet. Die Schutzhütte, die auf einer Höhe von 2587 m (gemäß anderer Quelle auf einer Höhe von 2600 m) liegt, gehört der Verwaltung des Nationalparks Vanoise. Die Hütte ist außerhalb der Öffnungszeiten auch von Anfang bis Mitte Juni sowie im Monat Oktober zugänglich. Während dieser Zeit stehen Holz, Gas sowie Geschirr zur Verfügung – fließendes Wasser ist dann jedoch nicht vorhanden.

## Beschreibung

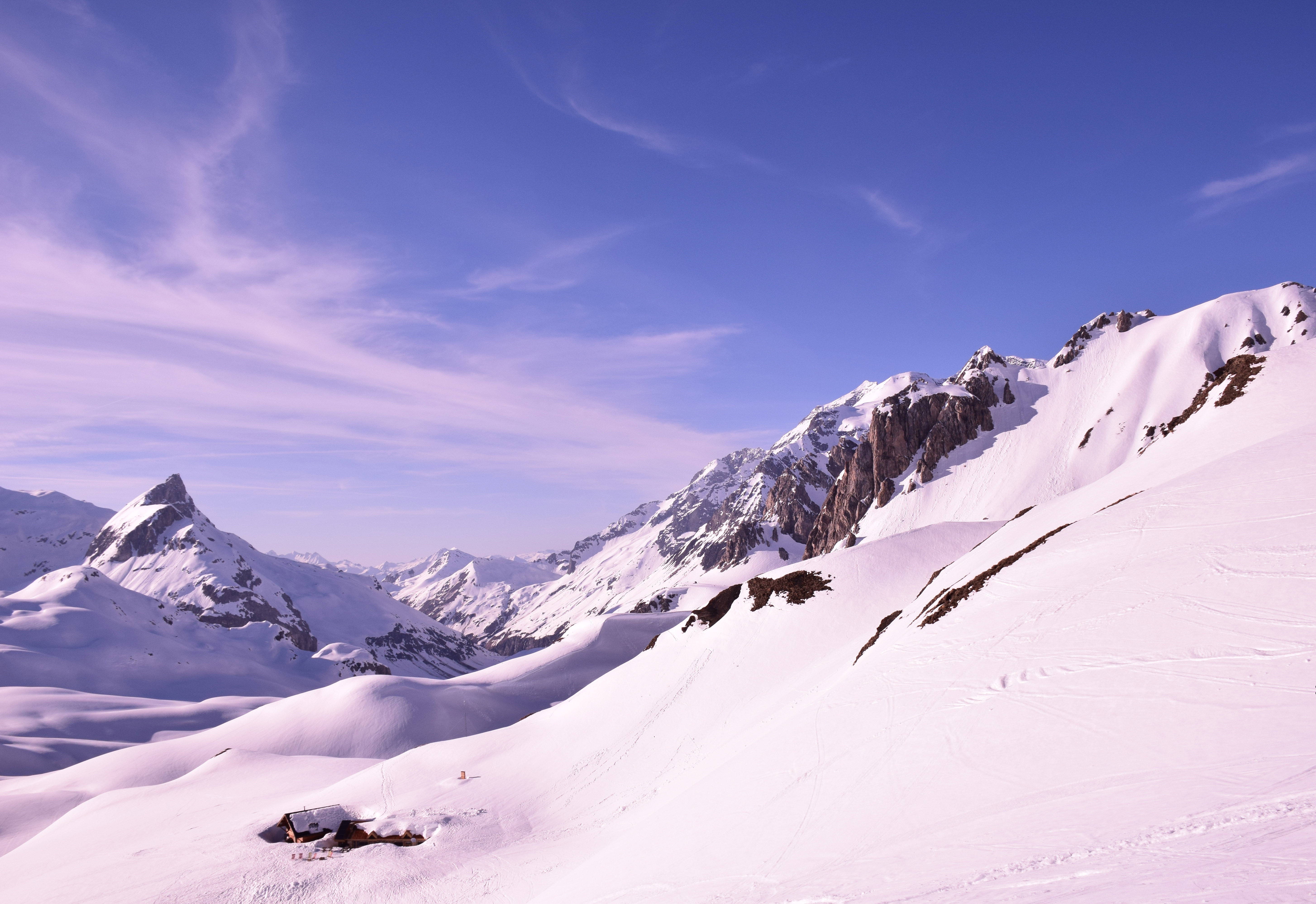
Die Hütte im Winter 2018

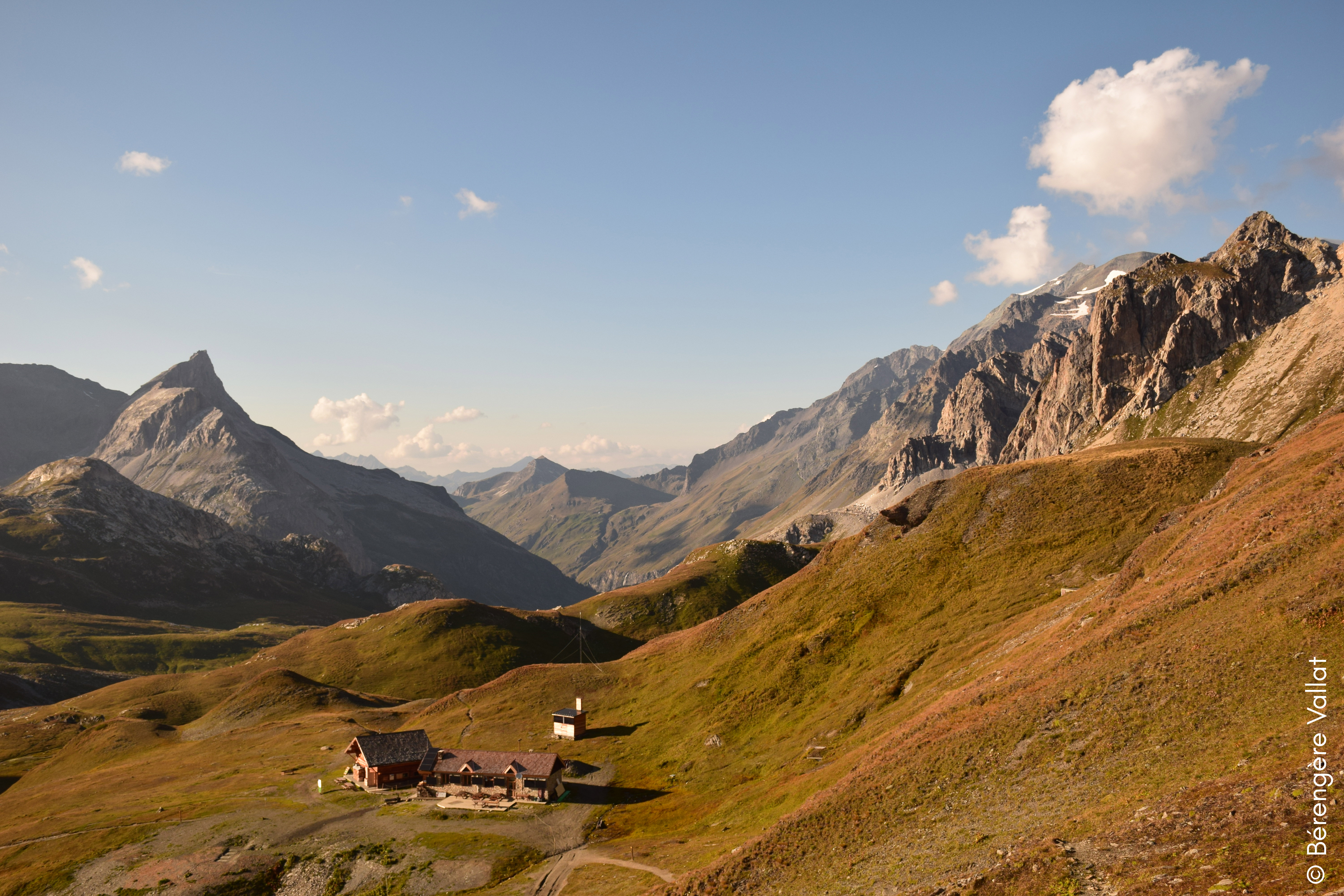
Die Hütte während der Sommermonate

Die 47 Betten verteilen sich auf drei Schlafräume. Innerhalb eines kleinen Bereichs ist auch das Zelten gegen Zahlung einer Gebühr möglich.

## Zustiege
Die Hütte liegt in der unmittelbaren Nähe von drei Tälern und bietet einen Blick auf die Nordseite des höchsten Gipfels der Vanoise: die Grande Casse.
Folgende Wege führen zur Hütte:
- von Peisey-Nancroix führt ein Weg, für den man ca. 4h30 einrechnen muss und dabei 1030 Höhenmeter überwindet: von Landry nimmt man die Straße D87 bis zum Parkplatz an der Hütte Refuge de Rosuel (1556 m). Über den Weitwanderweg GR 5 geht man zunächst in östliche Richtung. Später schwenkt der Weg in Richtung Süden auf den Col du Palet zu. Dabei führt der Weg nahe an den Lac de la Plagne (und damit auch an der Schutzhütte Refuge Entre le Lac) vorbei.
- von Champagny-en-Vanoise, via Refuge du Laisonnay, in 4h30 überwindet man 1075 Höhenmeter: nachdem man von Champagny kommend die Straße D91b genommen hat, kann man Nähe an der Schutzhütte Laisonnay parken (1554 m). Von dort nimmt man zunächst den Weg zur Hütte Refuge de la Glière (1996 m) und orientiert sich dann in Richtung der Passhöhe Col de la Croix des Frêtes (2647 m). Die Hütte befindet sich ca. 15 Minuten von der Passhöhe entfernt.
- Der direkte Weg führt von Tignes in ca. 1h30 zum Ziel- dabei überwindet man 550 Höhenmeter: von Tignes-le-Lac (2094 m), nimmt man den Weitwanderweg GR 5 (rot/weiß markiert) in Richtung der Passhöhe Col du Palet (2652 m). Den Einstieg zum GR 5 befindet sich an einem Parkplatz in der Nähe des Sees Lac de Tignes. Alternativ kann man vom Parkplatz „Parking de la Grande Motte“ am Ortsende auf einer Höhe von 2107 m starten. Beide Wege vereinen sich auf der Höhe der Ruinen der Alm Lognan. Nachdem man den Col du Palet überschritten hat, erreicht man die Schutzhütte wenig später.